# Antonio De Paola
Antonio De Paola (Gaeta, 7 gennaio 1988) è un pallavolista italiano, schiacciatore del Sabaudia.

## Carriera

### Club
La sua carriera inizia nelle giovanili della Pallavolo Velletri, per poi passare in quelle della Trentino Volley nel 2004, dove resta per due annate; all'inizio della stagione 2005-06 viene promosso in prima squadra, dove milita anche nell'annata successiva; nella stagione 2007-08 viene ceduto in prestito all'Igo Genova Volley, in Serie B1.
Nella stagione 2008-09 torna nuovamente a Trento aggiudicandosi la vittoria della Champions League; nella stagione 2009-10 passa al Volley Cavriago in Serie A2, mentre in quella successiva resta in serie cadetta vestendo la maglia de La Fenice Volley Isernia.
Nella stagione 2011-12 partecipa al progetto federale del Club Italia, mentre nella stagione 2012-13 viene ceduto in prestito alla Pallavolo Atripalda, con la quale vince la Coppa Italia di categoria.
Nella stagione 2013-14 termina il prestito e ritorna nel club di Trento, con cui vince la Supercoppa italiana 2013; nell'annata 2014-15 ritorna in Serie A2 vestendo la maglia della Pallavolo Impavida Ortona, stessa categoria dove milita nell'annata successiva con la Callipo Sport di Vibo Valentia, aggiudicandosi per la seconda volta la Coppa Italia di Serie A2. Nella stagione 2016-17, è ancora in Serie A2, giocando per Volleyball Aversa, club a cui si accasa nel mese di dicembre dopo aver recuperato da un infortunio.
Nella stagione 2017-18 passa alla Rinascita Lagonegro, in serie cadetta, pur rescindendo il contratto pochi mesi dopo. Per il campionato 2018-19 difende i colori del Civita Castellana, in Serie B, mentre nella stagione seguente firma per la Tuscania, in Serie A3, dove resta per due annate.
Nella stagione 2021-22 viene ingaggiato nuovamente dall'Impavida Ortona, in Serie A2, per poi accasarsi nella stagione successiva al Sabaudia, in Serie A3.

### Nazionale
Nel 2007 ottiene la convocazione nella nazionale Under-21, con la quale partecipa al torneo di qualificazione per i mondiali di categoria.

## Palmarès

### Club
- Supercoppa italiana: 1

2013
- Coppa Italia di Serie A2: 2

2012-13, 2015-16
- Champions League: 1

2008-09